# Liste der Abgeordneten zum Salzburger Landtag (Herzogtum, 4. Wahlperiode)
Diese Liste der Abgeordneten zum Salzburger Landtag (Herzogtum, 4. Wahlperiode)  listet alle Abgeordneten zum Salzburger Landtag, dem Landtag (Österreich-Ungarn) des Kronlandes Herzogtum Salzburg der Monarchie Österreich-Ungarn, in dessen 4. Wahlperiode auf.
Die Angelobung der  Abgeordneten erfolgte am 14. September 1871, wobei der Landtag 26 Abgeordnete umfasste. Dem Landtag gehörten dabei 5 Vertreter des Großgrundbesitzes, 2 Vertreter der Handelskammer, 10 Vertreter der Städte und Märkte und 8 Vertreter der Landgemeinden. Hinzu kam die Virilstimme des Salzburger Erzbischofs.

## Sessionen
Die 4. Wahlperiode war in sieben Sessionen unterteilt:
- I. Session: vom 14. September 1871 bis zum 14. Oktober 1871 (14 Sitzungen)
- II. Session: vom 5. November 1872 bis zum 7. Dezember 1872 (15 Sitzungen)
- III. Session: vom 26. November 1873 bis zum 22. Dezember 1873 (13 Sitzungen)
- IV. Session: vom 15. September 1874 bis zum 15. Oktober 1874 (12 Sitzungen)
- V. Session: vom 6. April 1875 bis zum 1. Mai 1875 (10 Sitzungen)
- VI. Session: vom 7. März 1876 bis zum 1. April 1876 (10 Sitzungen)
- VII. Session: vom 5. April 1877 bis zum 21. April 1877 (9 Sitzungen)

## Landtagsabgeordnete
Name: der Vorsitzende (Landeshauptmann) fettgesetzt, der Stellvertreter kursiv
WK … Wahlklasse: V … Virilstimme, GG … Großgrundbesitz,  HK … Handelskammer, SM … Städte und Märkte, LG … Landgemeinden
Anmerkung: sortiert sich nach Amtszeit
| Name                           | WK | Wahlbezirk  | Anmerkung |
| ------------------------------ | -- | ----------- | --- |
| Adolf Auersberg                | GG |             | 1872 (II. Session) auf Josef Halter nachgefolgt, Mandatsverzicht mit Schreiben vom 21. März 1875, am 17. März 1876 erneut angelobt                           |
| Johann Buchner                 | LG | Zell am See | seit 1870 (3. WP) abgeordnet |
| Johann Bürgler                 | LG | St. Johann  | 1870 (3. WP) bis 1883 (5. WP, diese für den Großgrund) abgeordnet                                                                                            |
| Maximilian Chiari              | SM | Radstadt    | am 7. November 1872 (II. Session) für Josef von Weiß angelobt (war schon 2. WP, III. Sess. bis 3. WP für Tamsweg abgeordnet)                                 |
| Franz Albert Eder              | V  |             | am 5. April 1877 (VII. Session) für Maximilian von Tarnóczy angelobt, bis 1889 (6. WP) im Amt (war vorher schon in der 1. und 3. WP für Salzburg abgeordnet) |
| Andrä Eisl                     | LG | Salzburg    | am 15. September 1874 (IV. Session) für Simon Rehrl angelobt                                                                                                 |
| Anton Embacher                 | GG |             | seit 1861 (1. WP, diese für die Landgemeinden) abgeordnet |
| Johann Groh                    | SM | Neumarkt    | am 6. April 1875 (V. Session) für Ludwig Kalteis angelobt |
| Josef Halter                   | GG |             | seit 1861 (1. WP) abgeordnet; 11. Mai 1872 im Amt verstorben (nach I. Session)                                                                               |
| Ignaz Harrer                   | SM | Salzburg    | 1867 (2. WP, diese für die Handelskammer) bis 1896 (7. WP) abgeordnet                                                                                        |
| Blasius Holaus                 | LG | Zell am See | |
| Eduard Hueber                  | SM | Salzburg    | 1869 (2. WP, III. Session) bis 1887 (6. WP) abgeordnet |
| Ludwig Kalteis                 | SM | Neumarkt    | 1875 im Amt verstorben |
| Franz Keil                     | HK |             | |
| Emil Kofler                    | SM | Hallein     | seit 1867 (2. WP) abgeordnet |
| Johann Lackner                 | LG | St. Johann  | am 26. November 1873 (III. Session) für Alexander Winkler angelobt                                                                                           |
| Hugo Graf Lamberg              | GG |             | |
| Georg Lienbacher               | SM | Golling     | 1870 (3. WP) bis 1895 (7. WP) abgeordnet |
| Mathias Lienbacher             | LG | Salzburg    | 1870 (3. WP) bis 1883 (5. WP) abgeordnet |
| Mathias Lindner                | LG | Salzburg    | |
| Franz Peitler                  | GG |             | seit 1861 (1. WP) abgeordnet; am 18. Jänner 1877 verstorben                                                                                                  |
| August Plonner                 | SM | Tamsweg     | am 26. November 1873 (III. Session) für Johann Wallner angelobt                                                                                              |
| Simon Rehrl                    | LG | Salzburg    | seit 1870 (3. WP) abgeordnet; Mandatsverzicht mit Schreiben vom 5. Juni 1874 (vor VI. Sess.)                                                                 |
| Leopold Scheibl                | SM | Salzburg    | seit 1870 (3. WP) abgeordnet |
| Franz Schleindl                | LG | Tamsweg     | seit 1870 (3. WP) abgeordnet (und schon 1865–1867, 1. WP, ab IV. Session)                                                                                    |
| Josef Sigl                     | GG |             | seit 1867 (2. WP, diese für Salzburg) abgeordnet |
| Rudolf Spängler                | HK |             | |
| Adolf Steinhauser              | GG |             | am 6. April 1877 (VII. Session) für Franz Peitler angelobt (war schon 1865, 1. WP, IV. Sess. bis 1871, 3. WP für Werfen/St. Johann abgeordnet)               |
| Maximilian Joseph von Tarnóczy | V  |             | seit 1861 (1. WP) abgeordnet; am 4. April 1876 verstorben |
| Friedrich Wallner              | SM | Zell am See | (war schon 1867–1869, 2. WP abgeordnet) |
| Johann Wallner                 | SM | Tamsweg     | vor der III. Session 1873 ausgeschieden |
| Johann Wegscheider             | SM | St. Johann  | 1870 (3. WP) bis 1883 (5. WP) abgeordnet |
| Josef Ritter von Weiß          | SM | Radstadt    | seit 1861 (1. WP) abgeordnet; Mandatsverzicht mit Rücktritt als Landeshauptmann 20. September 1872 (vor II. Session)                                         |
| Alexander Winkler              | LG | St. Johann  | vor der III. Session 1873 ausgeschieden |